# なぎさ公園小学校
なぎさ公園小学校（なぎさこうえんしょうがっこう）は、広島県広島市佐伯区にある私立小学校。

## 概要
確かな学力を養うには施設環境も大きな役割を担っていると考え、広大な敷地を活用して校舎をゆったりと配置するなど、施設面にもこだわっている。

## 沿革
- 2003年4月1日 - 開校。

## 教育方針
- 常に神と共に歩み社会に奉仕する[4]

## 学校行事
- 4月 
  - 全校
    - 前期始業式
    - 入学式
    - 発育測定、検診
    - 新体力テスト
    - 集団下校指導・訓練
    - 授業参観
    - なぎさ会総会
    - なぎさ俳句会 (春)

  - 学年別
    - 穀雨祭 (穀雨に1・2年が実施する。)

- 5月 
  - 全校
    - 遠足
    - 避難訓練
    - 芸術鑑賞
    - 布ぞうり開始 (立夏)

  - 学年別
    - 田植え (3年が実施する。)
    - 地域清掃 (5年が実施する。)
    - 交通安全教室 (1年が実施する。)
    - 「わ食」弁当の日

- 6月
  - 全校
    - 授業参観
    - プール開き (夏至に実施する。)
    - ノーテレビウィーク
    - なぎさ俳句会 (夏)

  - 学年別
    - ホタル祭り(芒種に1・2年が実施する。)
    - 交通安全教室 (4年が実施する。)
    - リーダーズシアター (5年が実施する。)
    - 実力テスト (6年が実施する。)

- 7月
  - 全校
    - 平和集会
    - 全体集会
    - サマー練成
    - スイムチャレンジ

  - 学年別
    - 七夕会 (小暑に1・2年が実施する。)
    - 修学旅行 (6年が実施する。)
    - ニュージーランド英語研修 (希望する5・6年が実施する。)
    - 家庭訪問 (1・2年が実施する。)
    - ピースウォーク (4年が実施する。)
    - おはなしの発表会 (2年が実施する。)

- 8月
  - 全校
    - プール開放

  - 学年別
    - 自然体験宿泊学習(1年は沼田,2年は八千代,3年は学校で実施する。)
    - サマーアドベンチャー (4年が実施する。)
    - サマースクール (5・6年が実施する。)

- 9月
  - 全校
    - 全校集会
    - 集団下校指導・訓練
    - 避難訓練
    - なぎさ俳句会 (秋)

  - 学年別
    - 稲刈り・はぜ干し (白露に3年が実施する。)
    - 地域清掃 (6・中学1年が実施する。)
    - 遊びのタイムトラベル (1・2年が実施する。)
    - 干潟観察 (1・2・3年が実施する。)

- 10月
  - 全校
    - 前期終業式
    - 「わ食」弁当の日
    - 後期始業式
    - 懇談会
    - 運動会 (霜降に実施する。)

  - 学年別
    - 脱穀 (3年が実施する。)
    - くらしの世界旅行 (3・4年が実施する。)
    - 遊びの世界旅行 (1・2年が実施する。)
    - デイキャンプ (1年が実施する。)
    - レシテーションコンテスト (5・6年が実施する。)

- 11月
  - 全校
    - 授業参観
    - 布ぞうり終了 (立冬前日に実施する。)
    - ノーテレビウィーク
    - 読書週間

  - 学年別
    - 漢字検定 (6年が実施する。)
    - おはなしの発表会 (1年が実施する。)
    - アートの世界旅行 (6年が実施する。)
    - おもちつき会 (3年が実施する。)

- 12月
  - 全校
    - クリスマス音楽会 (冬至に実施する。)
    - 全校集会
    - 「わ食」弁当の日
    - なぎさ俳句会 (冬)

- 1月
  - 全校
    - 全校集会
    - 集団下校指導・訓練
    - お正月あそび月間
    - 避難訓練

  - 学年別
    - 野鳥観察 (1・2年が実施する。)

- 2月
  - 全校
    - 授業参観
    - 創立記念日 (23日)
    - なぎさ祭 (学習発表会)

  - 学年別
    - 節分会(1・2年が実施する。)
    - ミュージアム学習 (5年が実施する。)
    - 広島なぎさ中学校との交流 (5年が実施する。)
    - 宿泊冒険あそび (6年が実施する。)

- 3月
  - 全校
    - 実用数学技能検定
    - 卒業式
    - 学年終了式

  - 学年別
    - 実力テスト (1〜5年が実施する。)
    - 長なわ大会 (1〜3年が実施する。)
    - マラソン大会 (4〜6年が実施する。)

## アクセス
- JR山陽本線五日市駅より徒歩10分[2]
- 広島電鉄宮島線広電五日市駅より徒歩10分